# Zornia venosa
Zornia venosa är en ärtväxtart som beskrevs av Robert H Mohlenbrock. Zornia venosa ingår i släktet Zornia och familjen ärtväxter. Inga underarter finns listade i Catalogue of Life.